# Janka Rohrberg
Janka Rohrberg (*  2. März 1988 in Hamburg) ist eine deutsche Fußballerin.

## Werdegang
In der Jugend spielte sie beim Hamburg Eimsbütteler Ballspiel Club und in etlichen Hamburger Auswahlmannschaften. Im Jahre 2004 wechselte Rohrberg zur Bundesliga-Frauenmannschaft des Hamburger SV.
Im Jahr 2003 erhielt die linke Verteidigerin eine Einladung zur U15-Nationalmannschaft des Deutschen Fußball-Bundes. Ihr Debüt für Deutschland gab die gebürtige Hamburgerin am 6. Mai 2003, beim 1:0-Sieg gegen die Niederlande. Weitere 14 Einsätze in der U17-Nationalmannschaft folgten.
Der bisher größte Erfolg in der Karriere der Studentin war der Sieg des Nordic Cups 2005 in Norwegen. Rohrberg verletzte sich allerdings bei diesem Turnier schwer und musste wegen einer Operation am Kreuzband mehrere Monate pausieren. Den Comeback-Versuch musste sie nach wenigen Wochen abbrechen: Das verletzte Knie hielt der Belastung nicht stand, Rohrberg erlitt einen erneuten Riss des Kreuzbandes.
Nach langer Pause hat Rohrberg 2010 4 Spiele für den HSV absolviert, insgesamt kommt sie auf 13 Bundesliga-Einsätze.
| Personendaten    | Personendaten             |
| ---------------- | ------------------------- |
| NAME             | Rohrberg, Janka           |
| KURZBESCHREIBUNG | deutsche Fußballspielerin |
| GEBURTSDATUM     | 2. März 1988              |
| GEBURTSORT       | Hamburg                   |